# Динакаран
«Динакаран» (там. தினகரன்; Dinakaran) — индийская ежедневная газета на тамильском языке. Выпускается в штате Тамилнад и за его пределами: в Бангалоре, Мумбаи, Нью-Дели и Пондичерри.

## История
Газета основана в 1977 году К. П. Кандасами, после того как он ушёл из газеты «Дина тхантхи», которой владел его свёкор
С. П. Адитханар, во время отделения Всеиндийской федерации дравидского прогресса имени Аннадураи от партии «Дравида муннетра кажагам». В 2005 году газету у К. П. К. Кумарана — сына Кандасами — приобрела компания Sun TV Network Каланитхи Марана.
«Динакаран» является второй ежедневной тамилоязычной газетой по тиражу после «Дина тхантхи». В 2014 году её тираж составлял 1 215 583.